# William Langer
William Langer, noto anche con lo pseudonimo di Wild Bill (Casselton, 30 settembre 1886 – Washington, 8 novembre 1959), è stato un politico e avvocato statunitense.

## Biografia
Nato a Casselton, nello Stato del Dakota del Nord, ricoprì l'incarico di procuratore generale dello stesso Stato dal 1917 al 1920. Successivamente, fu eletto governatore del Nord Dakota per due mandati non consecutivi.